# Fredrik V (ryttarstaty)

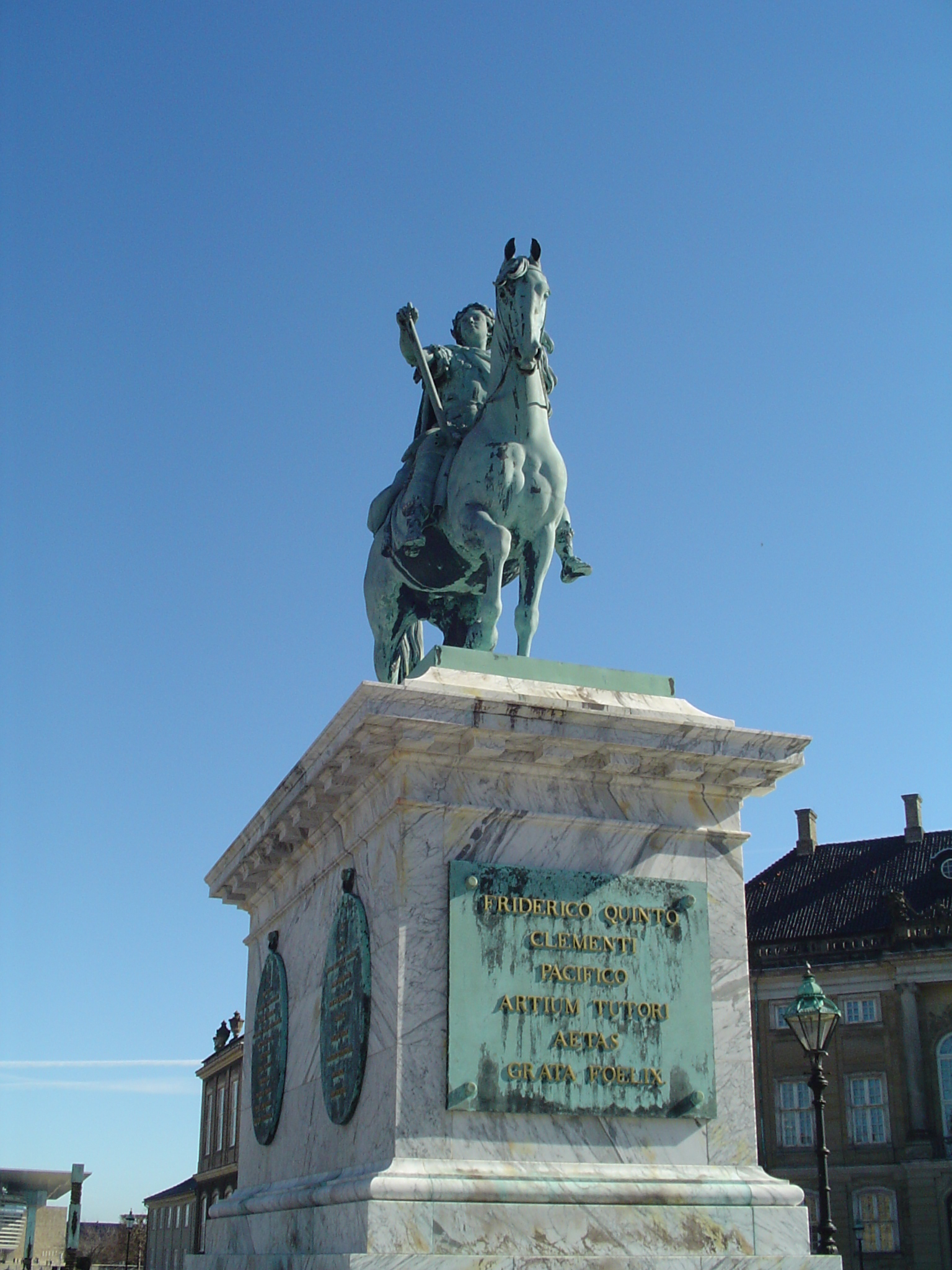
Fredrik V av J.F.J. Saly.

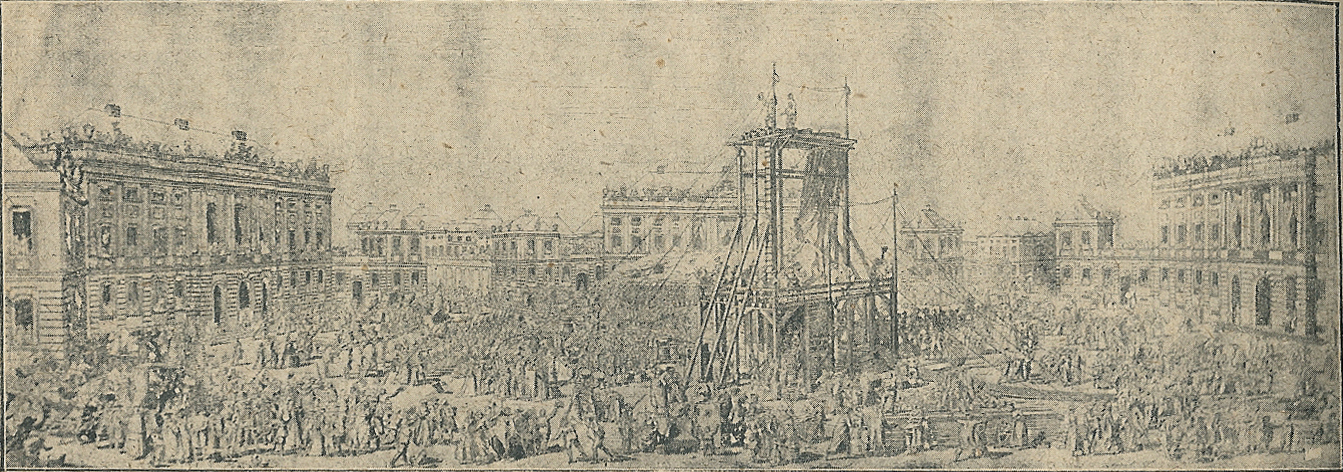
Samtida stick av utställningen av ryttarstatyn.

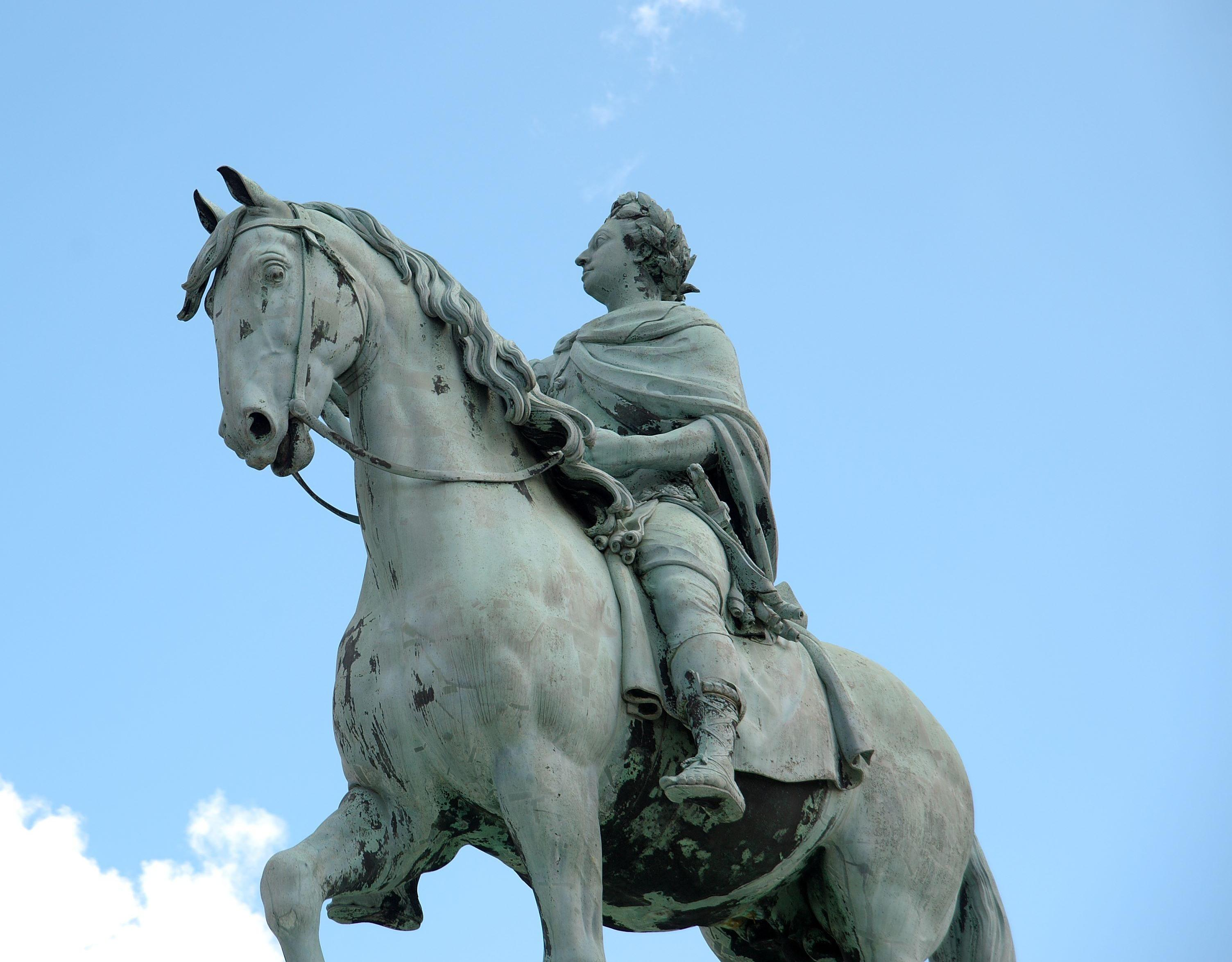
Detalj av ryttarstatyn.

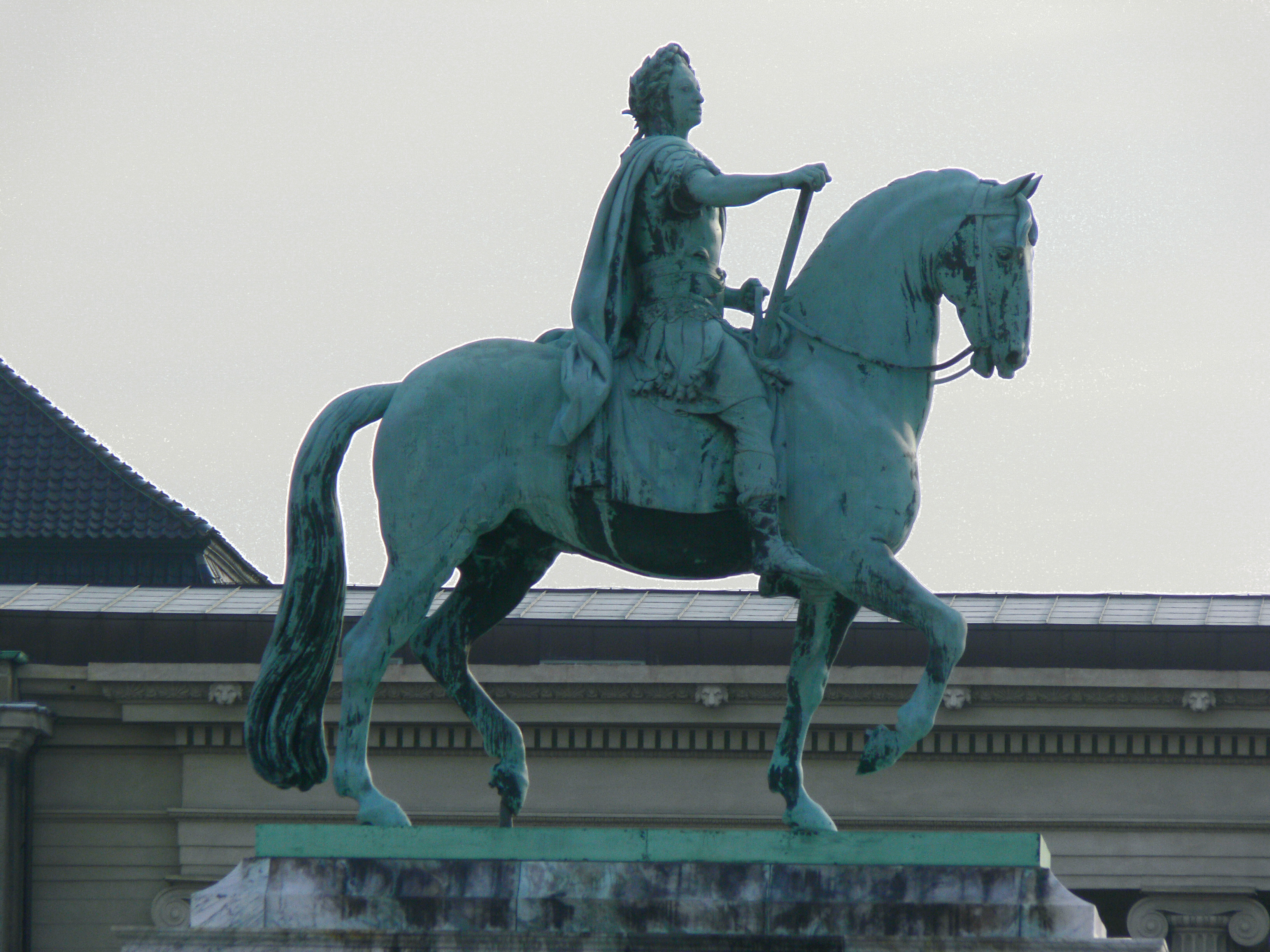
Ryttarstatyn sedd från sidan.

Ryttarstatyn av Fredrik V av Danmark på Amalienborgs borggård är ett verk i brons av den franske skulptören Jacques Saly.
Statyn beställdes och finansierades av Asiatisk Kompagni under A.G. Moltke som ordförande. Jacques Saly påbörjade arbetet med  ryttarstatyn 1752 och kunde i december 1754 visa upp en första tecknad skiss för kung Fredrik V. Efter godkännande sensommaren året därpå och 1758 kunde Saly visa kungen en första maquette.
Den slutliga maquetten utfördes 1761–1763 och presenterades i februari 1764 för Kunstakademiet, varefter följde fyra års förberedelser för gjutningen, vilken gjordes av den franske bronsgjutaren Pierre Gors i mars 1768 med 300 inbjudna gäster som åskådare. Efter efterbearbetning avtäcktes sedan statyn i augusti 1771.
Statyn avbildar en avslappnad Fredrik V till häst, en idealiserad Frederiksborgare, med en lagerkrans på huvudet. Den är 5,23 meter hög, exklusive sockel, och väger 22 ton. Den ingår i Danmarks kulturkanon

## Inskriptioner
Friderico quinto
clementi
pacifico
artium tutori
aetas grata foelix
Socii
negotiationis asiaticae
pietatis publicae
monumentum
posuere
mdcclxxi.
Ob
pacem
inter bellorum terrores
animo, prudentia,
fide, foederibusque
firmatam;
opesque regni
classibus exercitibusque
provinciis
amplificatas.
Ob
mercaturae
securitatem, opportunitates
praesidiis, foederibus,
extructis in
utroque mari
portibus,
restitutam, auctas;
rem rusticam
legibus institutis
emendatam; industriam omnium
favore, liberalitate
excitatam, sustentatam.
Ob
urbem regiam
nova regione, aedificiis,
amplificatam, ornatam;
vias publicas
sua pecunia munitas,
perfugia
honestae pauperitati
patefacta
Ob
artes graecas et italas
academia nova
fundatas,
soram restitutam,
scholas litterarum
bergis et nidrosiae
institutas;
studia doctrinae
missis per orientem
viris doctis
liberaliter adjuta.